# Wim Suurbier
Wim Suurbier, właśc. Wilhemus Lourens Johannes Suurbier (ur. 16 stycznia 1945 w Eindhoven, zm. 12 lipca 2020 w Amsterdamie) – holenderski piłkarz, grający na pozycji prawego obrońcy. Z reprezentacją Holandii, w której barwach rozegrał 60 meczów, zdobył wicemistrzostwo świata w 1974 i 1978 roku. Przez dwanaście lat był zawodnikiem Ajaksu Amsterdam. Siedmiokrotnie triumfował z nim w rozgrywkach o mistrzostwo kraju i trzykrotnie w Pucharze Mistrzów.

## Sukcesy piłkarskie
Ajax
- Mistrzostwo Holandii 1966, 1967, 1968, 1970, 1972, 1973, 1977
- Puchar Holandii 1967, 1970, 1971, 1972
- Puchar Mistrzów 1971, 1972, 1973
- Superpuchar Europy 1972, 1973
- finał Pucharu Mistrzów 1969
- Puchar Interkontynentalny 1972

Schalke 04
- wicemistrzostwo Niemiec 1977

Reprezentacja Holandii
- wicemistrzostwo świata w 1974 i 1978
- brązowy medal Euro 1976.